# IC 801
IC 801 ist eine Spiralgalaxie vom Hubble-Typ Sa im Sternbild Canes Venatici am Nordsternhimmel. Sie ist schätzungsweise 299 Millionen Lichtjahre von der Milchstraße entfernt und hat einen Durchmesser von etwa 145.000 Lichtjahren.
Im selben Himmelsareal befinden sich unter anderem die Galaxien
PGC 41400, PGC 41513, PGC 41665, PGC 91205.
Das Objekt wurde am 23. Mai 1890 vom US-amerikanischen Astronomen Lewis Swift entdeckt.